# Grenaaen
Grenaaen eller Gren Å er et vandløb på det østlige Djursland der passerer gennem købstaden Grenaa fra landsbyen Hesselager via det østlige Kolindsund til udmundingen af Grenaa Havn ved Kattegat. Åen er ca. 7 kilometer lang, og er udløb for kanalerne (Nordkanalen og Sydkanalen) i det nu tørlagte Kolindsund. 
Åen var en meget vigtig passage i Middelalderen for skibe, der skulle ind i sundet. Dens betydning mindskedes dog ved tørlægningen af Kolindsund i perioden 1872 til 1874. I over 130 år havde åen en relativ lav dybde, men siden 2005 er vandstanden steget permanent med 20 cm. Åens vandkapacitet er 15 kubikmeter i sekundet. Åen er mulig trussel med oversvømmelser i Grenaa by, og kommunen overvejer en 1,4 meter pumpesluse hvor åen løber ud i Kattegat.
Åbyen er en ny bydel tæt ved Gren Å. Planen er at skabe et levende å-miljø tæt ved Grenaa Station og således binde by og å tættere sammen.